# Ludovic al II-lea al Ungariei și Boemiei
Ludovic al II-lea al Ungariei și Boemiei (n. 1 iulie 1506, Buda, Regatul Ungariei – d. 29 august 1526, Mohács, comitatul Baranya, Ungaria) a fost un rege al Ungariei și al Boemiei. A fost ultimul rege din dinastia Iagello, mutir la vârsta de 20 de ani pe câmpul de luptă de la Mohács, după care turcii victorioși au ocupat centrul statului ungar de atunci (Bazinul Panonic), administrându-l ca raia turcească, timp de aproximativ 150 de ani.

## Biografie
La nașterea sa prematură la Buda, la 1 iulie 1506, medicii de la curte l-au ținut în viață ucigând animale și învelindu-l în carcasele lor calde ca un incubator primitiv. A fost singurul fiu al lui Vladislaus al II-lea Jagiellon și al celei de-a treia soții a lui, Ana de Foix-Candale.

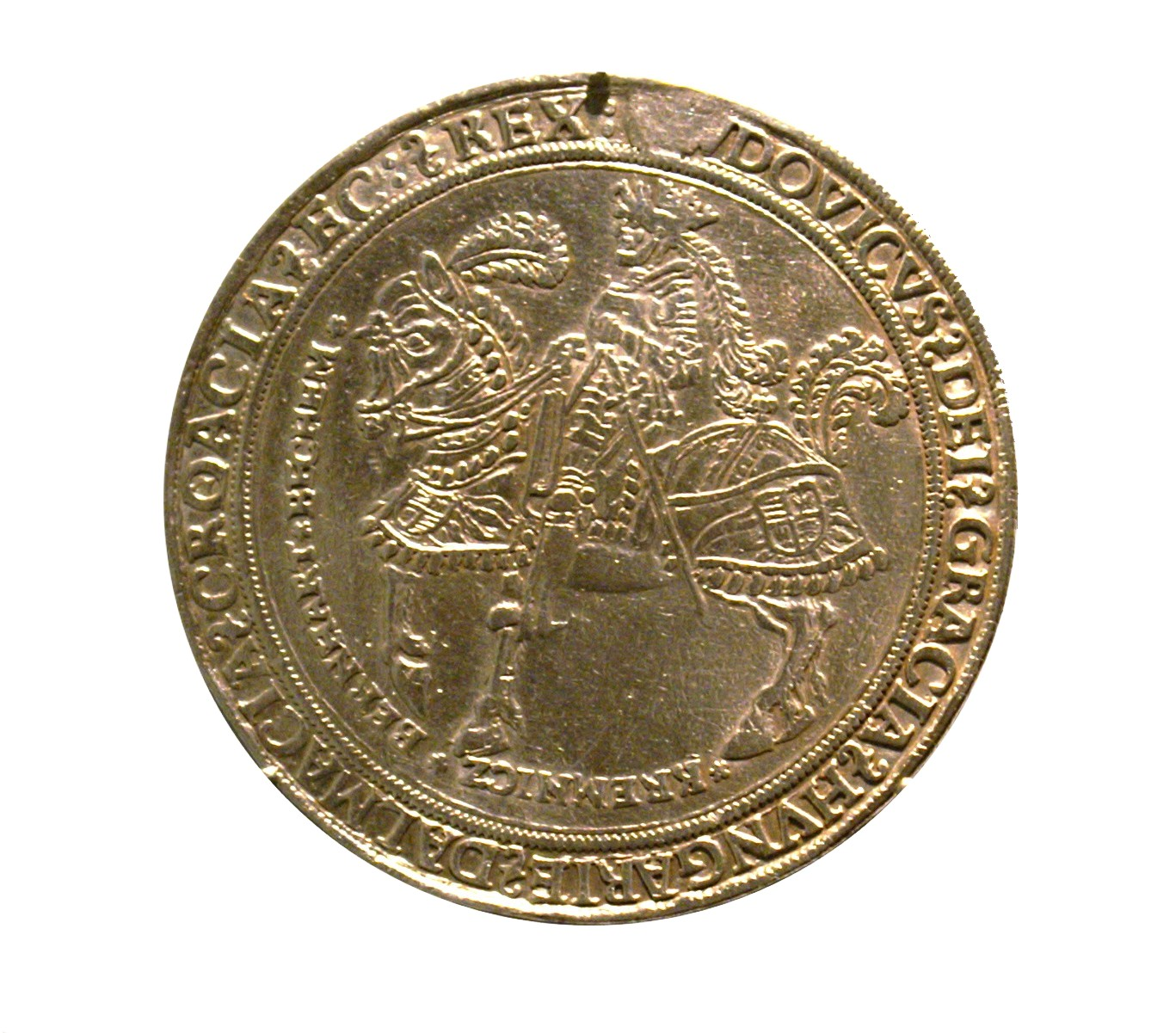
Talerul lui Ludovic al II-lea al Ungariei și Boemiei (1 1/2 taler):în centru regele Ludovic călare

Vladislau al II-lea a făcut demersuri pentru a asigura o succesiune lină prin aranjarea ca băiatul să fie încoronat în propria viață; încoronarea lui Ludovic ca rege al Ungariei a avut loc la 4 iunie 1508 în Bazilica Székesfehérvár, iar încoronarea sa ca rege al Boemiei a avut loc la 11 martie 1509 în Catedrala Sf. Vitus din Praga.

## Regele Ungariei și Croației
În 1515, Ludovic al II-lea a fost căsătorit cu Maria a Austriei, nepoata împăratului Maximilian I, conform prevederilor Primului Congres de la Viena din 1515. Sora sa Ana a fost căsătorită cu fratele Mariei, Ferdinand, pe atunci guvernator în numele fratelui său Carol al V-lea și mai târziu, împăratul Ferdinand I. În cea mai mare parte a domniei sale, a fost marioneta magnaților și a fost ținut într-o astfel de sărăcie, încât a fost adesea obligat să-și amaneteze bijuteriile pentru a obține suficientă hrană și îmbrăcăminte. Gardienii săi, cardinalul Tamás Bakócz și contele George Brandenburg-Ansbach, l-au neglijat rușinos, au risipit veniturile regale și au distras întregul regat cu nesfârșitele lor disensiuni. Lucrurile s-au înrăutățit și la moartea cardinalului Bakócz, când magnații István Báthory, John Zápolya și István Werbőczy s-au luptat cu furie între ei și au folosit dietele ca instrumente.